# Daniel Carlsson
Daniel Carlsson (Suécia, 29 de Junho de 1976) é um piloto de ralis sueco.

## Carreira
Carlsson acabou em 2º lugar no Campeonato Sueco de Juniores de Ralis em 1998 quando tinha penas 22 anos de idade. Foi depois competir no Campeonato Sueco de Ralis em 1999, acabando em 1º lugar no Grupo H. Em 1999, terminou em 2º lugar novamente nos Juniores.
Em 2000, saltou para o WRC tendo terminado em 22º lugar no rali da sua terra natal, ao volante de um Toyota. No ano seguinte e no mesmo evento terminou em 7º.
No seu primeiro Rally de Monte Carlo em 2002, acabou em 4º lugar, ao volante de um Ford Puma. Na Suécia, e ao volante de um Mitsubishi de Grupo N, terminou em 1º lugar.
Na temporada de 2005 do WRC, Carlsson foi questionado para permanecer ao lado de Markko Märtin após o Rali da Grã-Bretanha, em que o co-piloto de Martin morreu num acidente. Mas Martin tinha decidido ausentar-se durante o resto da temporada, permitindo à Peugeot contratar Carlsson para o resto da temporada.
No começo da temporada de 2006 e ao volante de um Mitsubishi Lancer Evolution, Carlsson obteve a sua melhor prestação com um 3º lugar no Rali da Suécia.